# Cause Of Death
Cause Of Death (Causa de Muerte) es el segundo disco de la banda de death metal Obituary, publicado en 1990 y remasterizado en el año 1997. Este disco es considerado uno de los mejores dentro del género, con lo cual Obituary ganó gran popularidad en el ámbito del metal extremo.
La carátula del álbum fue diseñada por Michael Whelan, es el primer álbum con el bajista Frank Watkins así como el primer y único álbum con el guitarrista James Murphy, anterior guitarrista de la banda Death.
La carátula del álbum fue usada en una colección de H.P. Lovecraft, Bloodcurdling Tales of Horror and the Macabre. La carátula iba a ser utilizada en el álbum Beneath the Remains de Sepultura.

## Lista de canciones
| N.º | Título                                          | Duración |  |
| 1.  | «Infected»                                      | 5:34     |  |
| 2.  | «Body Bag»                                      | 5:49     |  |
| 3.  | «Chopped in Half»                               | 3:43     |  |
| 4.  | «Circle of the Tyrants» (Cover de Celtic Frost) | 4:25     |  |
| 5.  | «Dying»                                         | 4:29     |  |
| 6.  | «Find the Arise»                                | 2:51     |  |
| 7.  | «Cause of Death»                                | 5:38     |  |
| 8.  | «Memories Remain»                               | 3:44     |  |
| 9.  | «Turned Inside Out»                             | 4:57     |  |

| Pistas adicionales, edición remasterizada de 1997 |                          |          |  |
| N.º                                               | Título                   | Duración |  |
| 10.                                               | «Infected» (demo)        | 4:16     |  |
| 11.                                               | «Memories Remain» (demo) | 3:34     |  |
| 12.                                               | «Chopped in Half» (demo) | 3:45     |  |